# Alloperla aracoma
Alloperla aracoma är en bäcksländeart som beskrevs av Harper och Kirchner 1978. Alloperla aracoma ingår i släktet Alloperla och familjen blekbäcksländor. Inga underarter finns listade i Catalogue of Life.